# Чемпіонат світу з легкої атлетики 2019 — естафетний біг 4×100 метрів (чоловіки)

Фінальний забіг

Змагання з естафетного бігу 4×100 метрів серед чоловіків на Чемпіонаті світу з легкої атлетики 2019 у Досі проходили 4-5 жовтня на стадіоні «Халіфа».

## Напередодні старту
На початок змагань основні рекордні результати були такими:
| WR | Ямайка Неста Картер, Майкл Фрейтер, Йоган Блейк, Усейн Болт                      | 36,84 | Лондон | 12 серпня 2012 |
| CR | Ямайка Неста Картер, Майкл Фрейтер, Йоган Блейк, Усейн Болт                      | 37,04 | Тегу   | 4 вересня 2011 |
| WL | Велика Британія Чиджинду Уджа, Жарнел Г'юз, Річард Кілті, Нетаніел Мітчелл-Блейк | 37,60 | Лондон | 21 липня 2019  |

Фаворитом змагань вважалась збірна Великої Британії, чемпіон світу-2017 та володар найкращого часу у сезоні-2019.

## Результати

### Забіги
За підсумками двох забігів найкращий час показали британський естафетний квартет (37,56). До фіналу виходили перші три команди з кожного забігу та дві найшвидших за часом з тих, які посіли у забігах місця, починаючи з четвертого.

### Фінал
У фіналі перемогла американська збірна, на останньому етапі в складі якої біг чемпіон світу-2019 з бігу на 200 метрів Ноа Лайлс. Британці на останньому етапі обійшли японську команду та стали другими з новим рекордом Європи. Японська збірна також встановила континентальний рекорд та вдруге поспіль здобула «бронзу» на чемпіонатах світу.
| Місце | Команда         | Атлети                                                                           | Час   | Примітки |
| ----- | --------------- | -------------------------------------------------------------------------------- | ----- | -------- |
| 1     | США             | Крістіан Коулмен → Джастін Гетлін → Майкл Роджерс → Ноа Лайлс                    | 37,10 | WL       |
| 2     | Велика Британія | Адам Джемілі → Жарнел Г'юз → Річард Кілті → Нетаніел Мітчелл-Блейк               | 37,36 | AR       |
| 3     | Японія          | Тада Сюхей → Сірайсі Кірара → Кірю Йосіхіде → Абдул Сані Браун                   | 37,43 | AR       |
| 4     | Бразилія        | Родрігу ду Насіменту → Вітор дус Сантус → Дерік Сілва → Паулу Камілу де Олівейра | 37,43 | AR       |
| 5     | ПАР             | Тандо Длодло → Саймон Магакве → Кларенс Муньяї → Акані Сімбіне                   | 37,73 |          |
| 6     | КНР             | Су Бінтянь → Сюй Чжоучжен → У Чжицян → Бе Ге                                     | 38,02 |          |
| 7     | Франція         | Аморі Голетен → Джиммі Віко → Меба-Мікаель Зезе → Крістоф Леметр                 | —     | DNF      |
| 8     | Нідерланди      | Йоріс ван Гол → Таймір Бернет → Генслі Пауліна → Чуранді Мартіна                 | —     | DQ       |